# Luca Valzania
Luca Valzania (ur. 5 marca 1996 w Cesenie) – włoski piłkarz występujący na pozycji pomocnika we włoskim klubie Cremonese. Wychowanek Ceseny, w trakcie swojej kariery grał także w takich zespołach, jak Atalanta, Cittadella, Pescara oraz Frosinone. Dziesięciokrotnie wystąpił w młodzieżowej reprezentacji Włoch.